# Liste der Straßenbrunnen im Berliner Bezirk Marzahn-Hellersdorf
Die Liste der Straßenbrunnen im Berliner Bezirk Marzahn-Hellersdorf ist eine Übersicht der aktuell existierenden Brunnen in den Ortsteilen des Bezirks. Diese Zusammenstellung ist gleichzeitig ein Teil des Artikels Straßenbrunnen in Berlin.
Die Schmuck- und Zierbrunnen sind in einer weiteren Übersicht hinterlegt und werden hier nicht erfasst.

## Überblick
Die Straßenbrunnen im Bezirk sind noch nicht vollständig erfasst und zugeordnet (Bearbeitungsphase).
Die Liste ist nach Ortsteilen, Flurabstand des Grundwassers (im Jahr 2009) und Pumpenform sortierbar. Nicht näher erkennbare Grundstücksnummern sind in Klammern und teilweise mit vorgesetzten „#“ in der Adresse markiert. Die Zahlen an den Säulen wurden innerhalb der Alt-Bezirke vor der Bezirksfusion vergeben und können sich als Ziffern wiederholen. In der Beschreibung sind markante Umstände zusammengetragen und mit Fotografien ergänzt und zudem nach Ortsteil gegliedert auf Wikimedia-Commons anzusehen. Für den Bezirk gilt grundsätzlich ein großer Flurabstand des Grundwassers, weshalb die mit Handkraft betriebenen Notbrunnen eine große Bohrtiefe besitzen müssen. Anzumerken ist, dass die Ortslage der Notbrunnen über Adressen in einigen Fällen schwierig ist, da bei der Entwicklung des Bezirks mit Neubaulagen teilweise nicht die in anderen Berliner Bezirken vorhandene straßengerechte Zuordnung im Vordergrund stand.
Nach Angaben aus dem Bezirksamt auf eine schriftliche Anfrage vom Abgeordnetenhaus existieren 110 Notwasserpumpen im Bezirk, vor zehn Jahren waren es 85. Bei der Bezirksreform 2001 kam es zur Fusion der Bezirke Marzahn und Hellersdorf. Die Durchzählung der Straßenbrunnen erfolgte vor diesem Termin in den eigenständigen Alt-Bezirken, die nahezu gleiche Einwohnerzahlen hatten. Dadurch sind im vereinten Bezirk die Brunnen mehrfach mit gleicher Kennung vorhanden und die (für 2017 ermittelten) 110 Plumpen verteilen sich der Anzahl nach gleich auf diese Gebiete. Nach der Drucksache 17/15418 sind im Bezirk neun Landesbrunnen genannt.
28 Brunnen wurden bei dieser Meldung für Trinkwasser als ungeeignet bezeichnet. Die in der Brunnen-Liste notierten Fakten wurden 2018 festgestellt. Bei regelmäßigen Beprobungen auf Wasserqualität oder den Komplexkontrollen durch Brunnenfirmen können Änderungen entstehen. Im Bedarfsfall ist individuell der zeitgerechte Zustand am jeweiligen Standort festzustellen.
Eine aktuelle Standortbestimmung ergibt sich aus der Darstellung der Ergebnisse der Straßenbefahrung, die 2014/2015 vom Senat beauftragt wurde. Digital wurden danach die Straßenmöbel und Ausstattungszustücke ausgewertet und auf Kartenmaterial unter Geoportal des Landesvermessungsamtes dargestellt. Erreichbar ist das Kartenmaterial über den Link des Geoportals. Die für diesen Artikel wichtigen Kartendetails sind mit dem Suchwort „Straßenbefahrung 2014“ erreichbar und mit der entsprechenden Adresse zu suchen. Standorte der Straßenbrunnen sind mit einem blauen Quadrat markiert. Als Untergrund für die Darstellung kann verschiedenes Kartenmaterial ausgewählt werden. Der Überblick über die Standorte von Berliner Straßenbrunnen ist über eine OSM-gestützte Karte im Vergleich der WP-erfassten und der 2014 erfassten Plumpen zu erreichen.